# 지방도 제643호선
지방도 제643호선은 전북특별자치도 완주군 화산면 화산삼거리에서 충청남도 논산시를 거쳐 공주시 이인면 복룡삼거리를 잇는 충청남도의 지방도이다. 화산삼거리부터 약 11.7km 구간은 전북특별자치도에 속하기 때문에 충청남도의 지방도이지만 전북특별자치도에서 관리한다. 
충청남도 논산시 노성면에서 지방도 제645호선과 중첩되며, 전북특별자치도 완주군 화산면에서 지방도 제740호선과 중첩한다.

## 연혁
- 2003년 2월 20일 : 충청남도 구간 지방도 노선 폐지 및 재지정으로 총연장이 33.7km에서 33.2km로 변경[1]
- 2004년 9월 20일 : 논산시 광석면 산동리 ~ 오강리 4.8km 구간 개통[2]
- 2009년 12월 31일 : 노티교(공주시 탄천면 장선리) 700m 구간 이설 개통, 기존 270m 구간 폐지[3]
- 2011년 8월 10일 : 충청남도 논산시 은진면 성덕리 ~ 가야곡면 왕암리 5.46km 구간 개통[4]
- 2012년 7월 1일 : 충청남도 구간 지방도 노선 조정[5]

## 주요 경유지

### 전북특별자치도
- 완주군
  - 화산면 화산삼거리 - 종리 - 원종삼거리 - 와룡리 - 정자삼거리 - 화월리 - 화평사거리 - 화산교 - 화산중학교 - 화월삼거리 - 화논선교 - 운곡리 - 부현삼거리 - 말목재

### 충청남도
- 논산시
  - 가야곡면 말목재 - 삼전리 - 삼전교 - 왕암초등학교(폐교) - 왕암리 - 야촌사거리 - 야촌리 - 두월리
  - 은진면 성덕리 - 서포사거리 - 와야리
  - 취암동 (관촉사입구) - 지산동 - (공운교) - 논산계룡교육지원청 - 논산동성초등학교 - 관촉사거리 - 논산시외버스터미널 - 논산오거리 - 오거리지하차도 - (논산지구대앞사거리) - 화지동
  - 부창동 대교동 - 대교사거리 - 논산대교
  - 광석면 대교앞 교차로 - 산동리삼거리 - 광석 교차로 - 황화천교 - 이사교 - 이사리 - 이사리삼거리 - 신당 교차로 - 신당리 - 눈다리 교차로 - 사월천교 - 덕포천교 - 오강리삼거리 - 율리
  - 노성면 장구리 - 효죽리 - 장마루삼거리 - 장선리

- 공주시
  - 탄천면 노티교 - 장선리 - 신영교
  - 이인면 신영교 - 공주역 교차로 - 복룡교 - 복룡초등학교(폐교) - 복룡삼거리

## 중복 구간
- 완주군 화산면 화평사거리 ~ 화월삼거리 : 지방도 제740호선과 중복
- 논산시 노성면 장마루삼거리 ~ 공주시 탄천면 노티교 북단 : 지방도 제645호선과 중복

## 도로명
전북특별자치도
- 완주군 화산면 화산삼거리 ~ 화산교 북단 : 화산남로
- 완주군 화산면 화산교 북단 ~ 화월삼거리 : 화산로
- 완주군 화산면 화월삼거리 ~ 말목재 : 운곡로

충청남도
- 논산시 가야곡면 말목재 ~ 취암동 (관촉사입구) : 원앙로
- 논산시 취암동 (관촉사입구) ~ 관촉사거리 : 관촉로
- 논산시 취암동 관촉사거리 ~ 논산오거리 : 계백로
- 논산시 취암동 논산오거리 ~ 광석면 대교앞 교차로 : 중앙로
- 논산시 광석면 대교앞 교차로 ~ 산동리삼거리 : 논산평야로
- 논산시 광석면 산동리삼거리 ~ 공주시 이인면 공주역 교차로 : 장마루로
- 공주시 이인면 공주역 교차로 ~ 복룡삼거리 : 구부내로